# Бойко Сергій Кузьмич
Сергій Кузьмич Бо́йко (нар. 1913, село Оситна, тепер Новомиргородського району Кіровоградської області — 22 грудня 2000, місто Кременчук Полтавської області) — український радянський діяч, новатор сільськогосподарського виробництва, голова колгоспу імені Леніна села Велика Кохнівка Кременчуцького району Полтавської області. Герой Соціалістичної Праці (25.12.1959—27.04.1961). Депутат Верховної Ради УРСР 5-го скликання.

## Біографія
Здобув середню освіту. Трудову діяльність розпочав у 1934 році зоотехніком молочної ферми в колгоспі імені Менжинського Кадіївського району Донецької області (тепер Луганської області). З 1937 по 1941 рік працював зоотехніком Кременчуцького районного земельного відділу Полтавської області.
З серпня 1941 року — в Червоній армії. Учасник німецько-радянської війни з березня 1945 року. Служив старшиною дивізіону 1286-го гаубичного артилерійського полку 190-ї гаубичної артилерійської бригади Резерву Головного Командування 2-го Українського фронту.
Член ВКП(б) з 1946 року.
Після демобілізації, у 1946—1949 роках працював зоотехніком Кременчуцького районного відділу сільського господарства. У 1949—1951 роках — інструктор сільськогосподарського відділу Кременчуцького районного комітету КПУ Полтавської області. У 1951—1953 роках — старший зоотехнік групи сільськогосподарської пропаганди Кременчуцького районного управління сільського господарства і заготівель Полтавської області.
З 1953 до 1961 року — голова колгоспу імені Леніна села Велика Кохнівка Кременчуцького району Полтавської області. За короткий час вивів артіль у число передових в області. Якщо у 1953 році врожай зернових становив 11,8 ц/га, то у 1958 — 20,9 ц/га, виробництво молока на 100 га сільськогосподарських угідь зросло з 68 до 225 ц, а виробництво м'яса — з 7 до 60,2 ц.
Звання Героя Соціалістичної Праці присвоєно Указом Президії Верховної Ради СРСР від 25 грудня 1959 року за видатні успіхи в одержані високих врожаїв сільськогосподарських культур, за високі показники, досягнуті у збільшенні виробництва м'яса та молока на 100 га сільськогосподарських угідь. 27 квітня 1961 року Президія Верховної Ради СРСР позбавила Бойка звання Героя Соціалістичної Праці, ордена Леніна та золотої медалі «Серп і молот» як такого, що «незаслужено одержав це високе звання».
Потім — на пенсії.

## Звання
- старший сержант

## Нагороди
- Герой Соціалістичної Праці (25.12.1959 —27.04.1961)
- орден Леніна (25.12.1959 — 27.04.1961)
- орден Трудового Червоного Прапора (26.02.1958)
- орден Червоної Зірки (24.05.1945)
- орден Вітчизняної війни 2-го ступеня (6.04.1985)
- медаль «За перемогу над Німеччиною у Великій Вітчизняній війні 1941—1945 рр.»
- медалі